# 福爾島國家公園
26°37′47″N 77°02′30″W / 26.6296°N 77.0416°W
福爾島國家公園是巴拿馬的國家公園，面積9平方公里，始建於2009年，珊瑚礁和海草場生態系統有刺尾鯛、石鱸、鸚哥魚等魚類棲息。